# Союз справедливых

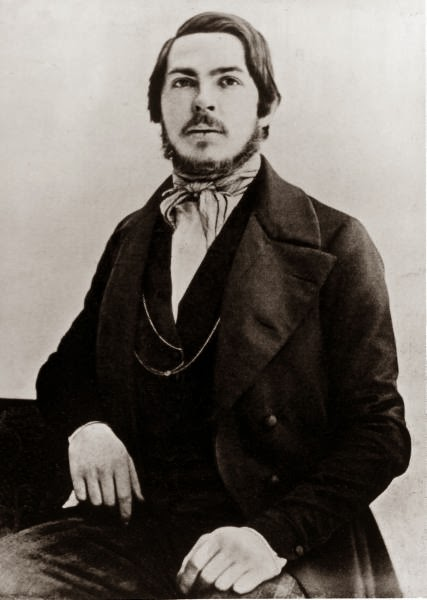
Ф.Энгельс в составе Союза в 1840-х

«Союз справедливых» (нем. Bund der Gerechten) — леворадикальная организация, ставшая предшественницей социалистических и коммунистических партий Европы и мира. Создан в 1836 году в Париже по инициативе Вильгельма Вейтлинга на базе радикального крыла тайной организации Союз отверженных.
В новую организацию перешла основная масса членов Союза отверженных — около 400 человек. Союз справедливых представлял собой уже чисто пролетарскую организацию. Среди его первых членов был Карл Шаппер, участник республиканского восстания во Франкфурте-на-Майне 3 апреля 1833 года, и т. н. Савойского похода Джузеппе Мадзини (январь—февраль 1834 г.), член тайного республиканского общества «Молодая Германия», который вступил в Союз отверженных сразу после приезда в Париж в августе 1836 года (позднее — один из виднейших руководителей Союза справедливых и Союза коммунистов).
В 1840 году руководство Союза во главе с Карлом Шаппером перебралось в Лондон. После принятия в свои ряды Карла Маркса и Фридриха Энгельса в 1847 году, организация сменила своё название на Союз коммунистов.